# Blauer See (Heidesee)
Der Blaue See ist ein Gewässer der Gemeinde Heidesee im brandenburgischen Landkreis Dahme-Spreewald.
Der zu- und abflusslose See liegt südlich des Gemeindezentrums in einem Waldgebiet. Nordwestlich des Sees liegt der Ortsteil Prieros, östlich der Ortsteil Streganz. Das Gewässer wird durch den Weg zum Blauen See erschlossen, der auch die beiden Ortsteile verbindet.
Der rund 1,7 Hektar große See entstand, nachdem dort zuvor Torf abgebaut wurde und sich die Vertiefung mit Restwasser verfüllte. Er ist als Angelgewässer freigegeben und wird vom Kreisanglerverband Dahme-Spreewald e. V. betreut.